# Prionostemma aspera
Prionostemma aspera là một loài thực vật có hoa trong họ Dây gối. Loài này được (Lam.) Miers miêu tả khoa học đầu tiên năm 1872.